# Pinheiro de Coja e Meda de Mouros
Pinheiro de Coja e Meda de Mouros (oficialmente: União das Freguesias de Pinheiro de Coja e Meda de Mouros) é uma freguesia portuguesa do município de Tábua, com 19,84 km² de área e 443 habitantes (censo de 2021). A sua densidade populacional é 22,3 hab./km².

## História
Foi criada aquando da reorganização administrativa de 2012/2013, resultando da agregação das antigas freguesias de Pinheiro de Coja e Meda de Mouros.

## Demografia
A população registada nos censos foi:
| Distribuição da População por Grupos Etários | Distribuição da População por Grupos Etários | Distribuição da População por Grupos Etários | Distribuição da População por Grupos Etários | Distribuição da População por Grupos Etários | Distribuição da População por Grupos Etários |
| -------------------------------------------- | -------------------------------------------- | -------------------------------------------- | -------------------------------------------- | -------------------------------------------- | -------------------------------------------- |
| Antes da agregação                           |                                              |                                              |                                              |                                              |                                              |
| Ano                                          | 0-14 anos                                    | 15-24 anos                                   | 25-64 anos                                   | >= 65 anos                                   | Total                                        |
| 2001                                         | 83                                           | 94                                           | 257                                          | 160                                          | 594                                          |
| 2011                                         | 67                                           | 40                                           | 252                                          | 162                                          | 521                                          |
| Após a agregação                             |                                              |                                              |                                              |                                              |                                              |
| Ano                                          | 0-14 anos                                    | 15-24 anos                                   | 25-64 anos                                   | >= 65 anos                                   | Total                                        |
| 2021                                         | 32                                           | 45                                           | 207                                          | 159                                          | 443                                          |